# A Broken Frame
A Broken Frame (deutsch: Ein gebrochener Rahmen) ist das zweite Album der britischen Synthpop-Band Depeche Mode. Es entstand ohne Vince Clarke, der die Band Ende 1981 verlassen hatte, aber auch noch ohne Alan Wilder. Wilder unterstützte Depeche Mode zwar schon auf einer Tour, an den Aufnahmen zu A Broken Frame war er allerdings noch nicht beteiligt, so dass die Band während der Entstehung des Albums ein Trio war.

## Titelliste
1. Leave in Silence – 4:48
2. My Secret Garden – 4:46
3. Monument – 3:14
4. Nothing to Fear – 4:16
5. See You – 4:33
6. Satellite – 4:43
7. The Meaning of Love – 3:06
8. A Photograph of You – 3:05
9. Shouldn’t Have Done That – 3:13
10. The Sun and the Rainfall – 5:05

Alle Songs wurden von Martin Gore geschrieben. Gore singt bei Shouldn’t Have Done That, Dave Gahan bei den restlichen Liedern. Nothing to Fear ist ein Instrumentalstück.
US-Version:
1. Leave in Silence (Longer) – 6:30
2. My Secret Garden – 4:47
3. Monument – 3:15
4. Nothing to Fear – 4:15
5. See You – 4:34
6. Satellite – 4:43
7. The Meaning of Love – 3:05
8. Further Excerpts From : My Secret Garden – 4:20
9. A Photograph of You – 3:06
10. Shouldn‘t Have Done That – 3:15
11. The Sun and the Rainfall – 5:05

Bei manchen US-Versionen ist „Shouldn‘t have done that“ länger, was „The Sun and the rainfall“ auf eine Laufzeit von 4:55 verkürzt.

## Single-Auskopplungen

### See You
See You erschien im Januar 1982 und erreichte Platz sechs in den britischen Charts. Der Song ist die erste von Martin Gore geschriebene Singleveröffentlichung. Die B-Seite ist Now, This Is Fun. Das Musikvideo, wie auch die Videos der beiden anderen Singles von A Broken Frame, drehte Julien Temple. Auch Alan Wilder ist, obwohl zu diesem Zeitpunkt noch kein offizielles Mitglied der Band, in dem Video zu sehen.

### The Meaning of Love
Als zweite Single wurde im April 1982 The Meaning of Love veröffentlicht. Als B-Seite enthielt die Single das Instrumentalstück Oberkorn (It's a Small Town), benannt nach der luxemburgischen Ortschaft Oberkorn.

### Leave in Silence
Die dritte Single Leave in Silence erschien im August 1982. Die B-Seite Excerpt From: My Secret Garden ist eine Instrumentalversion von My Secret Garden. Die 12″- und CD-Single enthielt neben dem 12″-Mix Leave in Silence (Longer) zudem den Mix Leave in Silence (Quieter), dessen Instrumentation stark reduziert ist.

## Tourneen

### See You Tour
Die See You Tour startete im Februar 1982 nach Veröffentlichung der Single See You und endete nach 36 Konzerten in Europa und Nordamerika im Mai 1982.
1. Shout!
2. I Sometimes Wish I Was Dead
3. Boys Say Go!
4. Puppets
5. See You
6. Big Muff
7. Now This is Fun
8. Ice Machine
9. New Life
10. Tora! Tora! Tora!
11. The Meaning of Love
12. Just Can’t Get Enough
13. What’s Your Name?
14. Photographic
15. Dreaming of Me
16. I Like It
17. Television Set (wurde nicht bei allen Auftritten gespielt)

Der Song Television Set stammt aus der Zeit, als Depeche Mode noch Composition of Sound hießen. I Like It ist eine Coverversion des Titels von Gerry and the Pacemakers.

### Broken Frame Tour
Die Broken Frame Tour begann im Oktober 1982 und endete nach 47 Konzerten im Mai 1983. Sie führte die Band erstmals nach Asien.
1. Oberkorn (It’s a Small Town)
2. My Secret Garden
3. See You
4. Satellite
5. New Life
6. Boys Say Go!
7. Tora! Tora! Tora!
8. - Nothing to Fear
  - Big Muff
9. Leave in Silence
10. Shouldn’t Have Done That
11. - Monument
  - Get the Balance Right!
12. The Meaning of Love
13. Just Can’t Get Enough
14. A Photograph of You
15. The Sun & the Rainfall
16. Shout
17. Photographic
18. Dreaming of Me

## Wiederveröffentlichung
Am 2. Oktober 2006 erschien eine Wiederveröffentlichung von A Broken Frame als Hybrid-SACD und DVD.
Die DVD beinhaltet die Album-Songs in Mehrkanalton (Dolby Digital 5.1 und DTS) und folgende Bonus-Tracks:
- My Secret Garden (Live in Hammersmith, October 1982)
- See You (Live in Hammersmith, October 1982)
- Satellite (Live in Hammersmith, October 1982)
- Nothing to Fear (Live in Hammersmith, October 1982)
- The Meaning of Love (Live in Hammersmith, October 1982)
- A Photograph of You (Live in Hammersmith, October 1982)
- Shouldn’t Have Done That (Live in Hammersmith, October 1982)
- The Sun and the Rainfall (Live in Hammersmith, October 1982)
- Now, This is Fun
- Oberkorn (It’s a Small Town)
- Excerpt From: My Secret Garden

Im DVD-Video-Bereich zu sehen ist die Dokumentation Depeche Mode 1982: „The Beginning of Their So-Called Dark Phase“.